# Kryl antarktyczny
Kryl antarktyczny (Euphausia superba) – gatunek skorupiaka, najbardziej znany spośród wszystkich gatunków kryla.

## Cykl życia

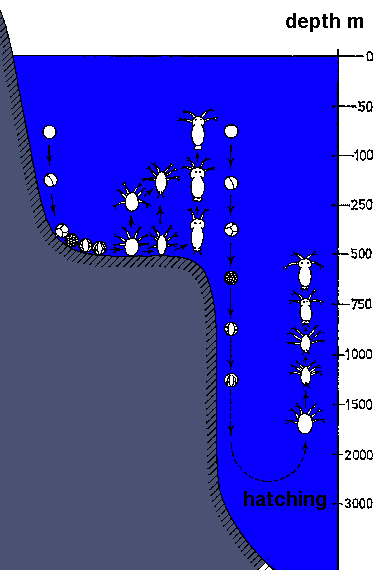
Jaja składane są blisko powierzchni i zaczynają tonąć. Możliwe, że kryl może rozmnażać się nie tylko przy powierzchni, ale także na głębokości kilkuset metrów. Na otwartym oceanie jaja zanurzają się przez około 10 dni, naupliusy wylęgają się na głębokości ok. 3000 metrów.

Główny okres tarła kryla antarktycznego przypada od stycznia do marca, zarówno powyżej szelfu kontynentalnego, jak i w górnym obszarze głębinowych obszarów oceanicznych. W typowy dla każdego kryla sposób, samiec dołącza spermatofor do otworu płciowego samicy. W tym celu pierwsze plecopody (nogi przymocowane do brzucha) samca są zbudowane jak narządy płciowe. Samice składają jednocześnie 6000–10 000 jaj. Są zapłodnione, gdy wychodzą z otworu narządów płciowych.
Zgodnie z klasyczną hipotezą Marriosis De 'Abrtona, zaczerpniętą z wyników wyprawy słynnego brytyjskiego statku badawczego RRS Discovery, rozwój jaj przebiega w następujący sposób: gastrulacja (rozwój jaja w zarodek) rozpoczyna się podczas opadania 0,6 mm jaja na półkę skalną, w obszarach oceanicznych na głębokości około 2 000–3 000 metrów. Jajo wykluwa się jako larwa nauplius; kiedy przeobrazi się w metanaupliusa, młode zwierzę zacznie migrować na powierzchnię w migracji znanej jako wzrost rozwojowy.
Następne dwa stadia larwalne są zwane drugimi naupliusami i metanaupliusami; nadal nie jedzą, ale są odżywiane przez pozostałe żółtko. Po trzech tygodniach młody kryl zakończy wspinanie. Mogą pojawiać się w ogromnych liczbach, 2 osobników na litr na głębokości 60 m. Rosną większe w kolejnych stadiach larwalnych (drugie i trzecie calyptopis, od pierwszego do szóstego furcilia). Rozwijają się u nich dodatkowe nogi, składane oczy i szczeciny. Przy 15 mm długości młody kryl przypomina habitus dorosłych. Osiąga dojrzałość po dwóch lub trzech latach. Jak wszystkie skorupiaki, kryl musi przejść linienie, aby rosnąć. Co około 13 do 20 dni zrzuca chitynowy egzoszkielet i pozostawia wylinkę.

## Opis
Długość ciała do 60–65 mm, masa do 2 gramów.
Żyje od 2 do 10 lat.
Żyje w olbrzymich ławicach, które rozciągają się na wiele kilometrów. Gatunek ten występuje w całym Oceanie Południowym, od strefy konwergencji antarktycznej do wybrzeży Antarktydy. Najchętniej występuje w pasie wód, które latem są wolne od stałej pokrywy lodowej, a zimą pokryte są stałym lub dryfującym lodem. W jednym metrze sześciennym wody morskiej żyją tysiące osobników. Żywi się algami i fitoplanktonem.

## Znaczenie
Stanowi bardzo ważne ogniwo łańcucha pokarmowego, pożywienie morskich ptaków, fok i wielorybów. Może być także spożywany przez ludzi.

## Połowy
W 1977 roku rozpoczęto komercyjne odławianie kryla antarktycznego.

| Kraj             | Roczny połów w tys. ton. | Roczny połów w tys. ton. | Roczny połów w tys. ton. | Roczny połów w tys. ton. | Roczny połów w tys. ton. | Roczny połów w tys. ton. | Roczny połów w tys. ton. | Roczny połów w tys. ton. | Roczny połów w tys. ton. | Roczny połów w tys. ton. | Roczny połów w tys. ton. | Roczny połów w tys. ton. | Roczny połów w tys. ton. | Roczny połów w tys. ton. | Roczny połów w tys. ton. | Roczny połów w tys. ton. | Roczny połów w tys. ton. | Roczny połów w tys. ton. | Roczny połów w tys. ton. | Roczny połów w tys. ton. | Roczny połów w tys. ton. | Roczny połów w tys. ton. | Roczny połów w tys. ton. | Roczny połów w tys. ton. |
|                  | 1980                     | 81                       | 82                       | 83                       | 84                       | 85                       | 86                       | 87                       | 88                       | 89                       | 1990                     | 91                       | 92                       | 93                       | 94                       | 95                       | 96                       | 97                       | 98                       | 99                       | 2000                     | 01                       | 02                       | 03                       |
| ---------------- | ------------------------ | ------------------------ | ------------------------ | ------------------------ | ------------------------ | ------------------------ | ------------------------ | ------------------------ | ------------------------ | ------------------------ | ------------------------ | ------------------------ | ------------------------ | ------------------------ | ------------------------ | ------------------------ | ------------------------ | ------------------------ | ------------------------ | ------------------------ | ------------------------ | ------------------------ | ------------------------ | ------------------------ |
| Japonia          | 36                       | 28                       | 35                       | 43                       | 47                       | 40                       | 60                       | 78                       | 73                       | 79                       | 69                       | 69                       | 78                       | 57                       | 61                       | 63                       | 59                       | 60                       | 67                       | 66                       | 81                       | 67                       | 51                       | 60                       |
| Korea Południowa | -                        | -                        | 1                        | 2                        | 3                        | -                        | -                        | 2                        | 2                        | 2                        | 4                        | 1                        | 1                        | -                        | -                        | -                        | -                        | -                        | 3                        | 0                        | 7                        | 8                        | 14                       | 20                       |
| Polska           | 0                        | -                        | 0                        | 0                        | -                        | 0                        | 2                        | 3                        | 5                        | 8                        | 3                        | 10                       | 15                       | 7                        | 8                        | 13                       | 22                       | 14                       | 20                       | 20                       | 20                       | 14                       | 16                       | 9                        |
| Ukraina          | -                        | -                        | -                        | -                        | -                        | -                        | -                        | -                        | -                        | -                        | -                        | -                        | 55                       | -                        | 13                       | 59                       | 10                       | -                        | -                        | 7                        | -                        | 14                       | 32                       | 18                       |
| ZSRR/Rosja       | 441                      | 420                      | 492                      | 186                      | 69                       | 228                      | 333                      | 344                      | 310                      | 258                      | 326                      | 249                      | 103                      | 2                        | -                        | -                        | -                        | -                        | -                        | -                        | -                        | -                        | -                        | -                        |
| U.S.             | -                        | -                        | -                        | -                        | -                        | -                        | -                        | -                        | -                        | -                        | -                        | -                        | -                        | -                        | -                        | -                        | -                        | -                        | -                        | -                        | -                        | 2                        | 12                       | 10                       |